# NGC 42
NGC 42 este o galaxie lenticulară din constelația Pegasus. A fost descoperită în anul 1864.